# Ариозо
Ариозо (на италиански: Arioso) е къса вокална мелодия, част от оперно действие, която по характер и структура представлява нещо средно между ария и речитатив. Най-често отразява само един лиричен момент. Ариозото може да бъде и по-развито, отразяващо два последователни момента, като например при някои творби на Хендел.